# Trikot (Bindung)

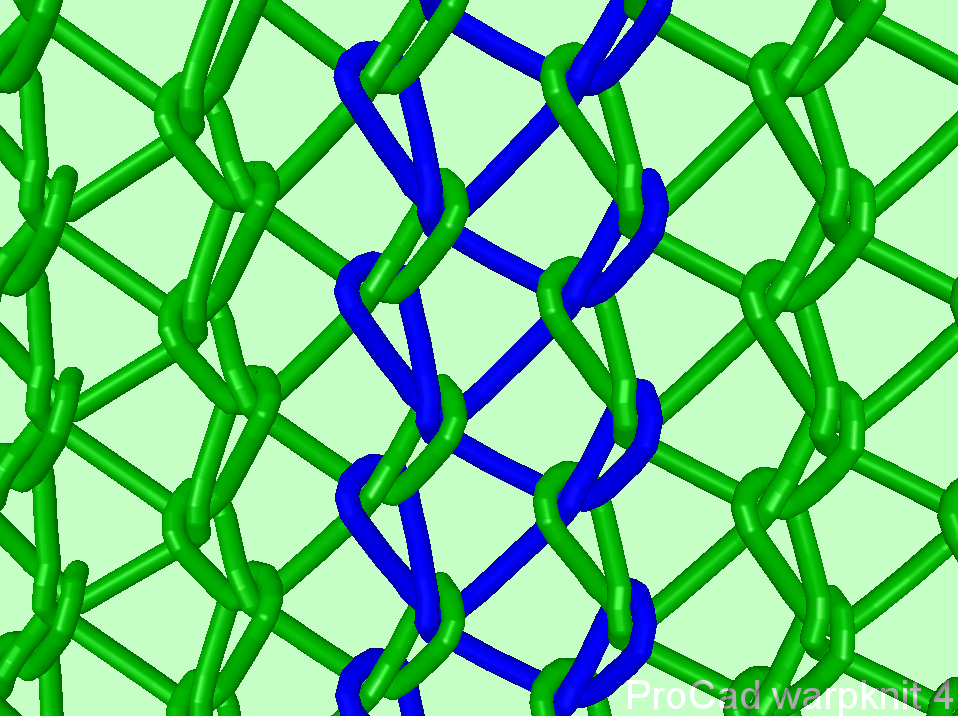
Schematische Darstellung einer Trikotlegung

Der Trikot (Ableitung von frz. tricot, zu: tricoter „stricken“, „wirken“ bzw. von der französischen Ortschaft Tricot im Department Oise) ist in der Textilbranche die Bezeichnung für einen elastischen und dehnbaren Stoff auf der Basis von Kettengewirken oder speziellen Gewebebindungen mit Rippen.
Bei der Trikotbindung von Kettenwirkware werden die Kettfäden von einer Nadel auf die Nachbarnadel und wieder zurück gelegt, sodass zwischen den Maschenstäbchen eine seitliche Verbindung entsteht, die bereits ein Flächengebilde ergibt. Der Trikot kann geschlossen und offen gearbeitet werden. Geschlossener Trikot ist sehr leicht und elastisch, offener Trikot ist auch leicht, aber weniger form- und schiebestabil. Eingesetzt werden die gewirkten Trikotstoffe beispielsweise für T-Shirts, Badebekleidung und Jogginghosen.
Die Trikotbindung ist auch eine Bindungsart zum Herstellen von Hohlstoffen und begrenzt dehnbaren Stoffen als Gewebe mit mehreren Fadensystemen. Dabei wird durch Gegenbindung das eine Fadensystem räumlich verschoben und eine Gewebefurchung erreicht, die das elastische Verhalten solcher Stoffe bewirkt. Die Unterteilung dieser Stoffe erfolgt in:
- Längstrikot mit Furchen in Längsrichtung
- Quertrikot mit Furchen in Querrichtung
- Diagonaltrikot mit Furchen in Diagonalrichtung.

Sie werden als Mantel- und Kostümstoffe, stark geraut als Trikot-Loden verwendet.